# Dyacopterus
Dyacopterus — рід рукокрилих, родини Криланових, з Південно-Східної Азії.

## Морфологія
Морфометрія. Довжина голови й тіла: 107—152 мм, довжина хвоста: 13—18 мм, передпліччя: 76—89 мм, вага: 70–100 гр.
Опис. Забарвлення чорне на обличчі, жовтувате на плечах, коричневе на спині і боках, і тьмяно-білувате на грудях і животі.

## Спосіб життя
Сідала Dyacoplerus були виявлені в стовбурах дерев у лісі. Вони також були спіймані біля печер.

## Види
- Dyacopterus
  - Dyacopterus brooksi
  - Dyacopterus rickarti
  - Dyacopterus spadiceus